# 戦争と武力紛争による環境搾取防止のための国際デー
戦争と武力紛争による環境搾取防止のための国際デー（せんそうとぶりょくふんそうによるかんきょうさくしゅぼうしのためのこくさいデー、英: International Day for Preventing the Exploitation of the Environment in War and Armed Conflict）とは、国際連合が定めた国際デーである。毎年11月6日である。

## 概要
武力紛争によって引き起こされた環境被害は、紛争終了後の長期にわたって生態系と天然資源に悪影響を及ぼし、多くの場合、現在の世代だけでなくその先の世代にまで影響を与えることが考えられる。国際連合は、生活と生態系の支えである天然資源が破壊された場合、永続的な平和の実現は困難であり、環境に対する行動は紛争を防ぐ予防外交、平和の維持、及び構築の戦略の一部として重要視している。武力紛争は人々に恐怖を与え、短時間の間に人々が時間をかけて作り上げたものを破壊する。それは人々の苦しみに加え、環境の破壊にもつながる。未来の世代のために自然を保護し、人々の共通の環境の保護に取り組む必要性を強調し、これを国際デーとして広く波及するものである。

## 経緯
2001年11月5日、国際連合総会第37回本会議により、国際連合決議番号A/RES/56/4として宣言された。